# Hôtel Le Pelletier de Souzy
Pour les articles homonymes, voir Souzy (homonymie).
L'hôtel Le Pelletier de Souzy (ou Le Peletier de Souzy) est un hôtel particulier, situé au no 76, rue des Archives, dans le 3e arrondissement de Paris.

## Historique
L'hôtel est construit de 1642 à 1647 pour Octavien Lebys de la Chapelle secrétaire du roi  sur un jardin vendu en 1641 par Jean Fabry pour y construire trois hôtels. L'hôtel Tallement voisin au numéro 74 ayant été construit en même temps est identique. Octavien Lebys ayant fait faillite, l'hôtel devient la propriété d'un de se créanciers Louis Le Peletier de Souzy, trésorier au bureau général des fiances de Grenoble. 
Cet hôtel fait l’objet d’une inscription au titre des monuments historiques depuis le 12 juillet 1982.

## Description
L'hôtel qui a conservé son élévation d'origine comporte un bel escalier et un plafond à poutres et solives du XVIIe siècle. Le portail encadré de pilastres est surmonté d'une frise de triglyphes, d'attributs guerriers et des monogrammes de ses propriétaires OLB (Octavien Le Bys) et MAD (Marie d'Aluymare, son épouse).

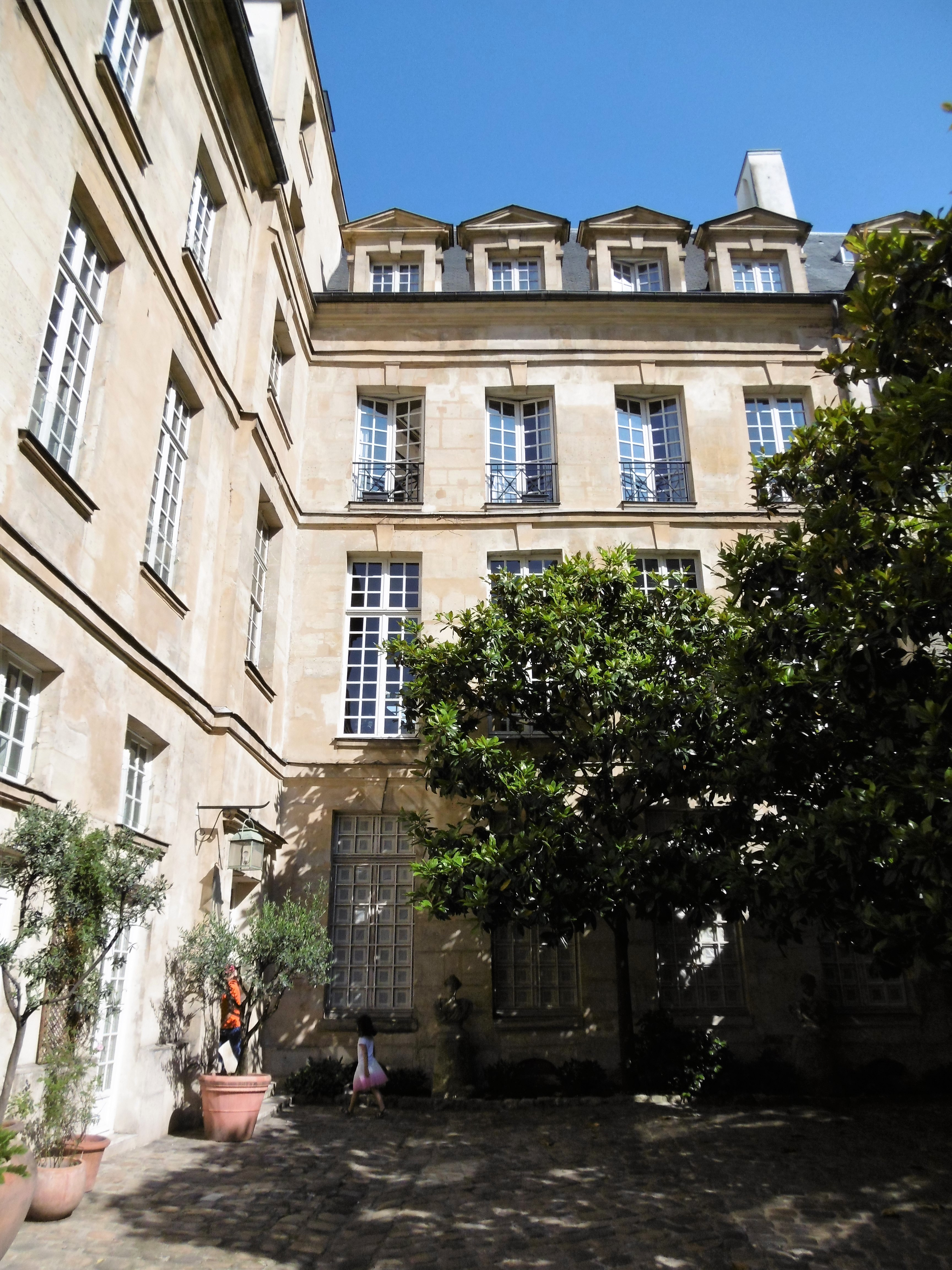
Cour de l’hôtel Le Peletier de Souzy
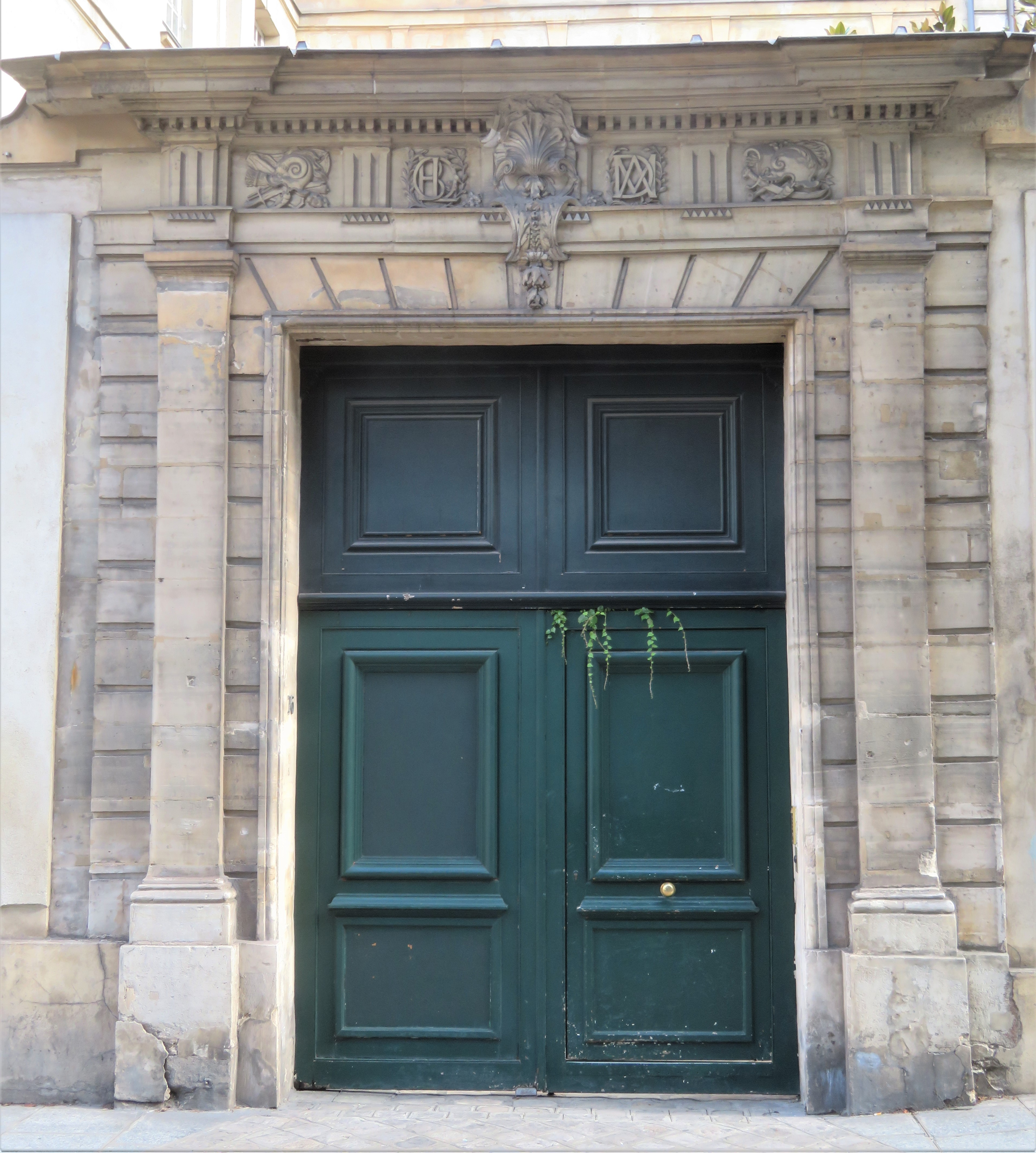
Portail de l'hôtel Le Peletier de Souzy

## Accès
Ce site est desservi par la station de métro Arts et Métiers.